# Survivalism

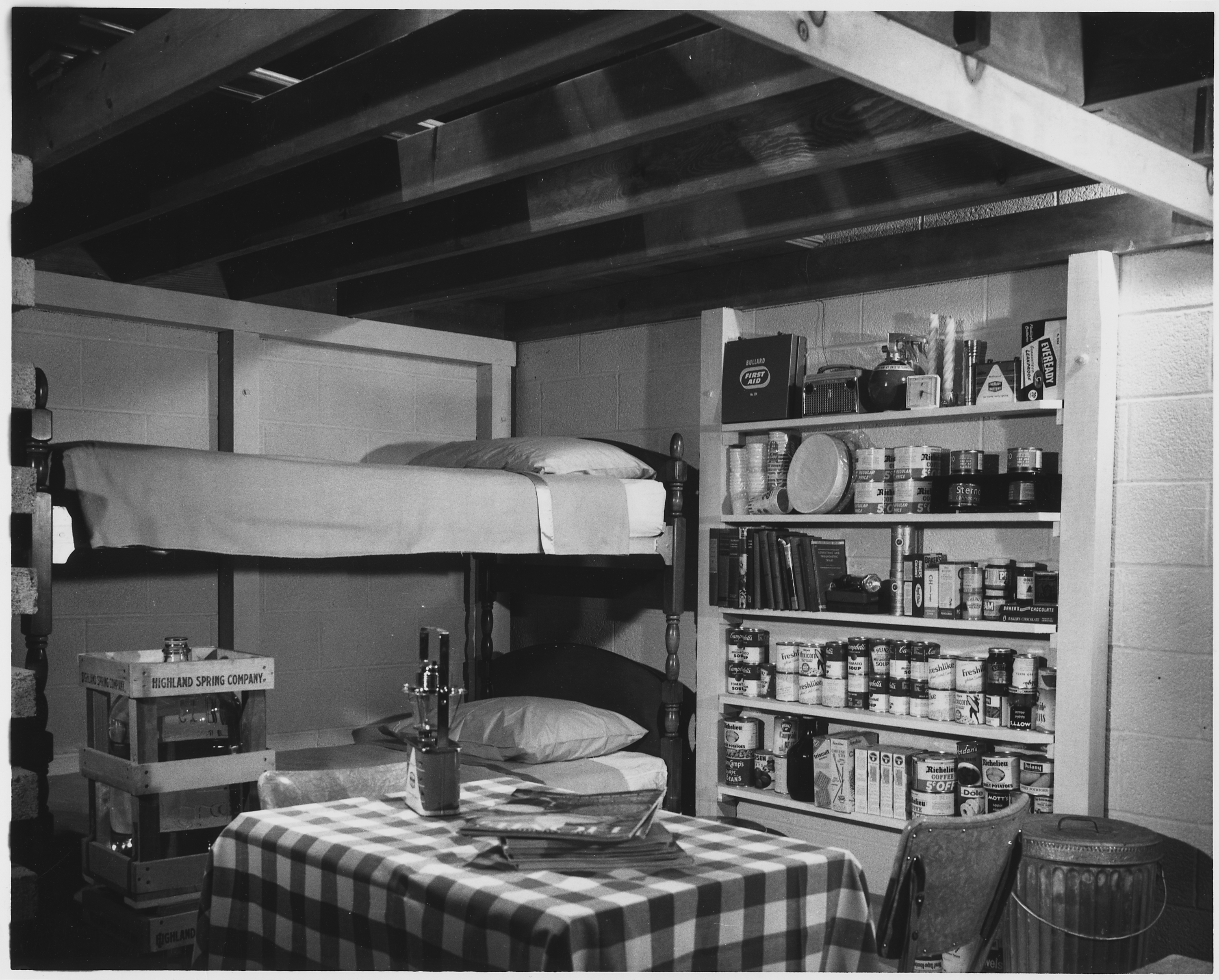
Skyddsrum med förnödenheter för överlevnad.

Survivalism är en rörelse av individer eller grupper som kallas survivalister, preppare eller preppers. De förbereder sig aktivt för möjliga framtida avbrott i lokal, regional, nationell eller internationell social eller politisk ordning. 

## Karaktär
Survivalister förbereder sig ofta för avbrott i den vanliga ordningen genom att hamstra mat och vatten. De lär sig första hjälpen och självförsvar, förbereder självförsörjning och upprättar byggnader som hjälper dem att överleva eller "försvinna".
Tänkbara avbrott kan vara:
1. Naturkatastrofer som orkaner, tornados, tromber och tropiska cykloner, jordbävningar, snöstormar, åska, översvämningar, torka, bränder, laviner eller vulkanutbrott
2. katastrofer orsakade av människor: kemiska utsläpp, radioaktiva utsläpp, krig och kärnvapenkrig, förtryckande regimer
3. Samhällskollapser som medför avsaknad av elektricitet, bränsle, mat och vatten
4. ekonomisk kollaps som kan bero på manipulation av ekonomiska system, inflation, deflation och/eller världsomspännande ekonomisk lågkonjunktur
5. pandemier
6. världsomspännande kaos eller någon annan oförklarlig apokalyptisk händelse

## Historia
Termen "survivalist" finns belagd på engelska sedan 1976, i författaren Kurt Saxons skrifter. Uttrycket har fått en negativ klang på grund av förknippandet med terrorister som Theodore Kaczynski och Timothy McVeigh. Delvis för att distansera sig från dessa har termen "prepper" etablerats sedan 1990-talet för att markera avstånd från de mest extrema formerna av krisberedskap. Preppers har även beskrivits som "den tredje vågen" av survivalister. Här syftar första vågen på de som byggde kärnvapenkrigssäkrade skyddsrum i sina trädgårdar under 1950- och 1960-talen. Andra vågen var de som under 1970- och 1980-talen ville fjärma sig från allt vad civilisation och samhälle hette. Den tredje vågen, preppers, är mindre extrem. Som en bloggare uttryckte det: "du skulle kunna bo granne med en prepper utan att veta om det".
År 2009 kallade P3 survivalism "sommarens hetaste subkultur". Någon pålitlig statistik över antalet preppers har aldrig funnits, men antropologen Chad Huddleston hävdade 2014 att det aldrig tidigare funnits så många. Februari 2012 hade teveserien Doomsday Preppers premiär på National Geographic Channel, och vid seriens slut var det den mest populära i tevekanalens historia, något som bidragit till ökad uppmärksamhet kring prepping. 2016 var preppare med på Språkrådets nyordslista.